# Tortell Poltrona
Jaume Mateu i Bullich (Barcelona, 7 d'abril de 1955), conegut pel nom del seu personatge, Tortell Poltrona, és un pallasso, director, emprenedor i intèrpret català.
El pallasso Tortell Poltrona vesteix amb robes amples i de quadres, amb pantalons i tirants sobre una camisa blanca, jaqueta a joc amb els pantalons, i barret. Maquillat amb la cara blanca, un gran somriure vermell pintat i nas de pallasso. Destaca pel domini de l'equilibrisme amb múltiples cadires, la seva facilitat en cantar i la destresa amb els instruments de vent. El seu pseudònim tortell prové de l'època que Jaume Mateu repartia els productes de la pastisseria Foix de Sarrià,

## Biografia
Mateu va formar-se com a mestre industrial en mecànica i electrònica i té estudis de sociologia i economia política (ICESB). Format cívicament a l'escoltisme, de jove va fer de fotògraf i de monitor de tècniques d'expressió i va participar activament en l'entramat cultural, associatiu i polític del barri de Sarrià de Barcelona.
Debutà als escenaris el 1974 com a cantant còmic de la "Gran Orquestra Veracruz", i amb el seu amic de la infància Claret Papiol va formar en 1976 el duo còmic Germans Poltrona. Fa els primers temptejos de pallasso sota el nom artístic de Tortell, en deferència a la pastisseria del poeta Josep-Vicenç Foix, on havia fet de mosso. El 1975 es casa amb Montserrat Trias, amb qui tindrà tres fills: Roc (1976), Blai (1979) i Luara (1997), tots tres dedicats a l'espectacle. Juntament amb Montserrat Trias, Titat Craconi, més tard fundaria el Circ Cric.
El 1976 Jaume Mateu funda la parella de pallassos Germans Poltrona amb Claret Papiol i presenten la paròdia La poltrona o la màquina de fer discursos. El juny del 1978 estrenen Espectacle de circ amb Oriol Boixader, Manel Trias, Toni Brossa i Pau Bombardó. És el primer Circ Cric que, encara sense envelat, fa una petita gira per Catalunya, el País Valencià i Euskadi.
L'estiu del 1979 els Germans Poltrona participen en el Festival Internazionale del Teatro in Piazza (Santarcangelo di Romagna), junt a Els Comediants, Marduix Titelles, l'Orquestra Plateria i la Petita Companyia de Saltimbanquis del Dr. Soler (Xavier Soler, Manel Trias Vittore i Oriol Boixader Nani). Del 1979 al 1980 els Germans Poltrona i la Petita Companyia de Saltimbanquis es desfoguen en locals barcelonins com La Cuina de les Arts, la Fundació Miró o la Cúpula Venus, i comparteixen programes amb Leo Bassi i Sergio Bini Bustric, coneguts precisament a Santarcangelo di Romagna.
El 23 d'abril del 1981 el Circ Cric s'estrena amb vela al Parc Central de Mataró i del 5 al 28 de juny del mateix any s'instal·la al Parc de l'Escorxador de Barcelona, on Charlie Rivel dona l'alternativa a Tortell Poltrona com a pallasso i afirma al públic que li agradaria treballar en aquest circ.
Dissolt el Circ Cric el juliol del 1982, Tortell Poltrona fa espectacles en solitari per l'Estat espanyol, el Canadà, els Estats Units i gran part d'Europa. El 1985 Poltrona és l'únic artista de l'Estat que actua al festival Athens Cultural Capital of Europe. Les crítiques nacionals i internacionals d'aquesta etapa valoren especialment el seu llenguatge escènic fresc i contemporani, que connecta amb la tradició sense heretar-ne cap dels vicis i defectes. La crítica catalana destaca, a més, el salt endavant que representa fer pallassos en la llengua del país.
L'octubre del 1984 al Palau d'Esports de Barcelona i sense assaig previ, Tortell Poltrona i el mític pallasso excèntric rus Oleg Popov improvisen una entrada de pallassos en públic. En una entrevista posterior, Popov augura un bon futur artístic a Poltrona «perquè domina el públic i domina la pista».
Tortell Poltrona fa la direcció artística de les dues primeres edicions del Festival Internacional de Pallassos de Cornellà de Llobregat Memorial Charlie Rivel (1984 i 1986). El 1993 funda l'ONG Pallassos Sense Fronteres, organització que el 2014 comptava 13 seus internacionals i ha participat en expedicions als camps de refugiats i zones empobrides com Croàcia, Bòsnia, Cuba, República Saharaui, Guatemala, Colòmbia, Mèxic, Armènia, Palestina, Liban i El Salvador. El 1995 crea el Centre de Recerca de les Arts del Circ (CRAC), un projecte que posa en marxa el 1997 i que abasta creació i exhibició d'espectacles, formació d'artistes i un futur Museu de la Transhumància.
Refunda el Circ Cric en 2002 amb el suport de l'Institut Català de les Indústries Culturals de la Generalitat com a circ itinerant, que s'estableix de manera estable en Sant Esteve de Palautordera per les dificultats burocràtiques i la competència que suposa l'espectacle itinerant.
A l'escena ha treballat amb il·lustres pallassos com Charlie Rivel, Oleg Popov, Jango Edwards, Leo Bassi, Johnny Melville, Gustave Parking i molts d'altres i davant d'artistes com Joan Miró, Josep Vicenç Foix i Joan Brossa, entre d'altres. Poltrona considera que amb Brossa va ser amb qui potser va tenir més contacte, perquè el seu concepte de circ s'apropa molt a la poesia visual que tant el fascinava.

## Carrera artística

### Espectacles de circ
- 1976: El circ més petit de tots
- 1978: Germans Poltrona
- 1981: Circ Cric
- 1983: Bogeries
- 1988: Clovni
- 1989: Post-clàssic
- 1989: La bandaclowns
- 1990: Dents ben netes
- 1994: Jo, mosca
- 1995: CIRC CRIC, La gran repris
- 1996: CIRC CRIC, In fraganti
- 1997: CIRC CRIC, Rumbaquetumba
- 1997: CIRC CRIC, Miratges, mentides i misteris
- 1998: CIRC CRIC, Arran
- 1999: CIRC CRIC, Les noces
- 1999: CIRC CRIC, Tot esperant Godot
- 1999: CIRC CRIC, Ui, ara...
- 2012: CIRC CRIC, Els racons de la memòria
- 2016: PP, amb Albert Pla

### Sèries de televisió
- 1978: "Quitxalla" (TVE)
- 1982: "Els Pallassos", (TVE)
- 1985:"[7]Poltrona Express" (TVC)
- 1991: "Frekuencia Pirata" (TVE)

### Premis i reconeixements
- 1983: Festival de Clowns de Viena, Àustria
- 1987: Sebastià Gasch del FAD., Barcelona
- 1987: I Biennal de Vídeo de Barcelona
- 1988: Joanot de Teatre, Barcelona
- 1988: Festival de Vídeo d'Estavar, França
- 1993: Festival International Performance d'Acteur, Canes, França
- 1994: Medalla Mèrit Cultural Palestí. Gaza, Palestina
- 1996: Memorial Joan XXIII, de la Fundació Víctor Seix
- 1994: Medalla al Mèrit Cultural Palestí
- 1994: Premi Ciutat de Barcelona de les Arts Escèniques
- 1995: Premi de l'INSERSO
- 1995: Medalla de Plata al Mérito en las Bellas Artes
- 1996: Premi de la Crítica Teatral de Barcelona temporada 95–96, per l'espectacle "La Gran Repris"
- 1997: Sebastià Gasch del FAD, Premi Aplaudiment al Circ Crac, Barcelona
- 2000: Premi Especial de Circ, de la III edició dels Premis Max
- 2000: Lamiak de Bronze al Festival Teatro Humor de Calle, Leioa, País Basc
- 2002: Medalla d'Honor de Barcelona
- 2005: Premi Nacional de Circ, juntament amb Montserrat Trías (atorgat a Circ Cric)
- 2012: Nas d'Or Honorífic al Festival de Pallassos de Cornellà
- 2013: Premi Nacional de Circ d'Espanya[8][9]
- 2020: Pregoner de les Festes de la Mercè de Barcelona[10]
- 2022: Creu de Sant Jordi

### Discografia
Incorpora sovint elements musicals als seus espectacles, i ha acabat enregistrant un disc (Tortell Poltrona i la Bandaclowns, 1991) amb temes divertits, tractats instrumentalment d'una manera propera al rock, en italià, castellà i, sobretot, català ("Blues del bosquerol", "Plou prou swing", "Joe Croqueta", "Hit de l'estiu", "Amor ratllat"), sense oblidar curiosos temes plurilingües com "Hostal de la Glòria" o "Only txu".